# Майконг
Майконг, или саванновая лисица (Cerdocyon thous) — хищное млекопитающее семейства псовых; единственный современный вид рода Cerdocyon. Родовое название Cerdocyon в переводе с греческого означает «хитрая собака», а видовой эпитет thous — «шакал», поскольку майконг внешне несколько напоминает шакала.

## Внешний вид
Это средней величины лиса палево-серого окраса с рыжими подпалинами на ногах, ушах и морде. Вдоль позвоночника идёт чёрная полоса, иногда покрывающая всю спину. Окраска живота и горла меняется от охристо-жёлтой до серой или белой. Кончик хвоста и концы ушей чёрные. Ноги чаще всего тёмные.
Длина тела майконга — 60-71 см, хвоста — около 30 см, высота в холке — около 50 см. Масса — 5-8 кг.

## Распространение
Майконг встречается в Южной Америке от Колумбии и Венесуэлы до Уругвая и северной Аргентины.

## Образ жизни и питание
Майконг населяет главным образом лесистые и травянистые равнины, в сезон дождей встречается и в горных районах. Охотиться предпочитает по ночам, в одиночку, реже парами. Почти всеяден. Питается мелкими грызунами и сумчатыми, ящерицами, лягушками, птицами, рыбой, черепашьими яйцами, насекомыми (в основном прямокрылыми), а также крабами и другими ракообразными (отсюда одно из названий майконга — «лисица-крабоед»). Охотно ест ягоды, овощи и фрукты: фиги, бананы, манго. Иногда похищает цыплят и уток; не брезгует падалью. Рацион сильно зависит от времени года.
Майконги не территориальны, и часто в местах, обильных кормом, собирается несколько лисиц. Собственные норы роют редко, в основном занимают чужие.

## Размножение
Биология размножения изучена слабо, по животным, содержащимся в неволе. Майконги моногамны и обычно размножаются два раза в год с промежутком в 7-8 месяцев. Беременность длится от 52 до 59 дней; пик рождаемости приходится на январь-февраль. В выводке всего 2-5 щенков, весящих по 120—160 г. Шерсть у них тёмно-серая с рыжеватым пятном на животе; к 35-му дню окрас меняется на взрослый. Глаза у щенков открываются на 14-й день, к 30-му дню они начинают поедать твёрдую пищу. Ухаживают за щенками оба родителя. К 90-му дню детеныши становятся самостоятельными. В возрасте 8-12 месяцев достигают половой зрелости.
В неволе майконги доживают до 11 лет.

## Статус популяции
Майконг не относится к охраняемым видам. Ценности его мех не имеет. В засуху животных отстреливают как переносчиков бешенства.

## Подвиды
- Cerdocyon thous aquilus
- Cerdocyon thous azarae
- Cerdocyon thous entrerianus
- Cerdocyon thous germanus